# Voto compulsório

Voto obrigatório, sanções aplicadas.
Voto obrigatório, sem sanções.
Voto obrigatório, sanções aplicadas (somente homens).
Voto obrigatório, sem sanções (somente homens).
Histórico: o país teve o voto obrigatório no passado.

O voto compulsório, também chamado de voto obrigatório, é a exigência em alguns países de que todos os cidadãos elegíveis se registrem e votem nas eleições. Penalidades podem ser impostas àqueles que não o fizerem sem uma justificativa válida. De acordo com o CIA World Factbook, 21 países no mundo, incluindo 10 países latino-americanos, possuíam oficialmente o voto obrigatório em dezembro de 2017, com um número significativo desses países não o aplicando.
Durante as primeiras duas décadas do século XXI, o voto obrigatório foi introduzido em Samoa e na Bulgária, enquanto Chile, Chipre, República Dominicana, Fiji e Paraguai o revogaram no mesmo período.

## História

### Antiguidade
Na Grécia Antiga, a democracia ateniense afirmava que era dever de todos os cidadãos participar da tomada de decisões, mas a participação na assembleia era voluntária. Às vezes, havia alguma forma de opróbrio social para aqueles que não participavam, especialmente se eles estavam engajados em outra atividade pública na época da assembleia. Por exemplo, a comédia Os Acarnânios, de Aristófanes, mostra escravos públicos conduzindo cidadãos da ágora para o local de reunião da assembleia (Pnyx) com uma corda manchada de vermelho. Aqueles com manchas vermelhas em suas roupas eram multados. Isso geralmente acontecia se menos de 6.000 pessoas estivessem presentes e mais fossem necessárias para que a assembleia continuasse.

### Era moderna
A partir do século XIX, apenas um número relativamente pequeno de democracias introduziram o voto obrigatório em um momento ou outro, e o número tendeu a diminuir com o tempo. Dos primeiros 35 dos 167 países listados em ordem decrescente no Índice de Democracia da Economist Intelligence Unit para 2019, apenas a Austrália (Nº 9), Luxemburgo (Nº 12), Uruguai (Nº 15) e Bélgica (No. 33) são as únicas nações com voto obrigatório.
A Bélgica tem o mais antigo sistema de voto compulsório existente. O voto obrigatório foi introduzido em 1893 para os homens e em 1948 para as mulheres, a partir da introdução do sufrágio feminino universal. Os belgas com 18 anos ou mais e os eleitores não-belgas registrados são obrigados a comparecer nas suas assembleias de votação; embora não tenham de votar, aqueles que não se apresentarem (sem a devida justificativa, ou sem ter nomeado um procurador) em sua seção eleitoral no domingo da eleição podem enfrentar um processo e uma multa moderada. Se não votarem em pelo menos quatro eleições, podem perder o direito de voto por 10 anos. Os não-eleitores também podem enfrentar dificuldades para conseguir um emprego no setor público. Na prática, as multas não são mais aplicadas aos não-eleitores (7,4% de todos os eleitores não votaram nas eleições locais de 2018), mas as multas serão aplicadas aos escolhidos para fiscalizar nas seções eleitorais.
A votação obrigatória para as eleições nacionais foi introduzida na Austrália em 1924, após uma queda acentuada no comparecimento às eleições federais de 1922. A inscrição obrigatória já havia sido introduzida em 1911. A votação também é obrigatória em nível estadual, tendo sido introduzida em Queensland em 1915, Vitória em 1926, Nova Gales do Sul e Tasmânia em 1928, na Austrália Ocidental em 1936 e na Austrália Meridional em 1942. No entanto, até 1984, os aborígenes australianos estavam isentos das disposições do voto obrigatório.

## Pesquisa
Um estudo de um cantão suíço onde o voto obrigatório era aplicado descobriu que o voto obrigatório aumentou significativamente o apoio eleitoral a posições políticas esquerdistas em referendos em até 20 pontos percentuais. Outro estudo descobriu que os efeitos da participação universal nos Estados Unidos provavelmente seriam pequenos nas eleições nacionais, mas que a participação universal poderia ser importante em eleições apertadas, como as presidenciais de 2000 e 2004. Nos Estados Unidos, o Partido Democrata provavelmente se sairia melhor com o voto universal (já que os não-votantes são geralmente mais democratas), mas devido à escassez de disputas acirradas nos Estados Unidos, o voto universal mudaria "muito poucos resultados eleitorais". A pesquisa sobre o voto obrigatório na Austrália descobriu que houve um aumento nas cotas de votos e nas cotas de assento do Partido Trabalhista Australiano em 7 a 10 pontos percentuais e levou a maiores gastos com aposentadorias em nível nacional. Embora o voto compulsório fracamente aplicado na Áustria tenha aumentado a participação geral em cerca de 10 pontos percentuais, "não há evidências de que essa mudança na participação afetou os padrões de gastos do governo (em níveis ou composição) ou os resultados eleitorais". Um estudo de 2016 concluiu que o voto obrigatório reduz a lacuna de gênero no envolvimento eleitoral de várias maneiras. Um estudo de 2016 dos Países Baixos descobriu que a abolição do voto obrigatório aumentou a parcela de votos dos partidos social-democratas neerlandeses, ao mesmo tempo que reduziu a parcela de votos de "partidos menores e extremos". A pesquisa sugere que as taxas mais altas de participação eleitoral levam a taxas de impostos superiores mais altas.

## Opinião pública
De acordo com um artigo de 1997 de Malcolm Mackerras e Ian McAllister, na Austrália "pesquisas feitas ao longo dos anos mostraram consistentemente um apoio da comunidade entre 60 e 70 por cento" para o voto obrigatório. Em 2005, pesquisas feitas pelo Roy Morgan Research e pelo Ipsos-Mackay encontraram 71% e 74% de apoio, respectivamente. Ambas as pesquisas também descobriram que havia apoio aproximadamente igual para o voto obrigatório entre os apoiadores dos principais grupos políticos da Austrália, a Coalizão e o Partido Trabalhista Australiano.
Em 1946, uma pesquisa conduzida pelo Instituto Neerlandês de Opinião Pública, nos Países Baixos, relatou que 66% dos entrevistados eram a favor da revogação do voto obrigatório. Em 1966, o público foi consultado novamente, desta vez pela pesquisa Política nos Países Baixos, e respondeu 69% a favor da política. Em 1967, a Universidade Livre de Amsterdã questionou os eleitores sobre se eles achavam que as leis de voto obrigatório da época eram "certas" ou "erradas"; 70% dos entrevistados responderam "certo", 28% responderam "errado" e 2% não opinaram. Em janeiro de 1969, o Instituto Neerlandês de Opinião Pública fez uma nova pesquisa e descobriu que 53% dos entrevistados eram a favor da abolição do voto obrigatório, enquanto 29% desejavam mantê-lo. Em 1999, o apoio ao voto obrigatório nos Países Baixos era de apenas 35%.

## Voto obrigatório por país
Em agosto de 2013, 22 países foram registrados como tendo voto obrigatório. Destes, apenas 10 países (além de um cantão suíço e um estado indiano) o aplicam. Em janeiro de 2020, dos 36 países membros da Organização para a Cooperação e Desenvolvimento Econômico (OCDE), apenas 3 tinham formas de voto obrigatório que são aplicadas na prática: Austrália, Bélgica e Luxemburgo. Além desses países, a Grécia, o México e a Turquia teoricamente têm voto obrigatório, mas na prática não é aplicado.

#### Países e entidades subnacionais que aplicam o voto obrigatório
- Argentina - Foi introduzido em 1912 com a Lei Sáenz Peña.[21] Obrigatório para cidadãos entre 18 e 70 anos. Os eleitores registrados que se abstêm de votar sem justificativa, que são poucos e controlados de perto, são multados em AR$ 50. Em caso de falta de pagamento, o não-eleitor fica impedido de negociar com órgãos públicos por um ano.[22] Apesar disso, as abstenções aumentaram nas últimas décadas nas eleições presidenciais argentinas, passando de um mínimo de 15% em 1983 para um máximo de 25% em 2015 e para 23,6% em 2019.[23]
- Austrália - A Comissão Eleitoral Australiana (Australian Electoral Commission) declara: "É obrigatório por lei que todos os cidadãos australianos elegíveis se inscrevam e votem em eleições federais, eleições parciais e referendos." Introduzido para as eleições estaduais em Queensland em 1915, excluindo os australianos aborígenes (indígenas) e das ilhas do estreito de Torres. Vitória introduziu o voto obrigatório em 1926, Nova Gales do Sul e Tasmânia em 1928, Austrália Ocidental em 1936 (excluindo os australianos indígenas) e Austrália Meridional em 1942. Foi introduzido nas eleições federais de 1924 para súditos britânicos com 21 anos ou mais, mas não era obrigatório para indígenas australianos até 1984.[24] A idade de voto obrigatório para as eleições federais foi reduzida para 18 anos em 1974.[21] Quem se abstém de votar nas eleições australianas, é punido com uma multa que vai de AU$ 20 (para infratores primários) até AU$ 180, que é rigorosamente aplicada.[25]
- Bélgica - Introduzido em 1894.[26] Todos os cidadãos e eleitores registrados, a partir dos 18 anos devem se apresentar na seção eleitoral designada no dia da eleição (sempre um domingo) nas eleições federais, provinciais e locais, porém com direito a voto não é obrigatório. As sanções legais para quem não se apresentar são multas de 40 a 80 € e até 200 € para reincidentes. No entanto, o governo belga declarou que tem outras prioridades além de processar os infratores e ninguém foi processado desde 2003.[27][28] Uma razão frequentemente citada é que processar os muitos milhares de não eleitores dentro do prazo legal paralisaria os já sobrecarregados tribunais civis. Apenas as sanções para funcionários ausentes nomeados para as assembleias de voto foram aplicadas desde 2003. No geral, os principais partidos flamengos de direita são favoráveis à abolição do voto obrigatório e, em outubro de 2019, foi alcançado um acordo para abolir o voto obrigatório nas eleições provinciais e locais na região de Flandres. Como tal, o decreto flamengo de 16 de julho de 2021 aboliu o voto obrigatório nas eleições locais flamengas, a partir das próximas eleições de 2024. Na Valônia, o socialista e os outros partidos de esquerda, que constituem a maioria, opõem-se veementemente para a abolição.[29]
- Bolívia - O eleitor recebe cartão após votar para comprovar participação. O eleitor não pode receber o seu salário do banco se não apresentar prova de voto nos três meses seguintes à eleição.[30]
- Brasil - O voto obrigatório foi introduzido em 1932, quando foi aprovado um novo Código Eleitoral.[31] Essa exigência foi mantida pelo artigo 14, parágrafo 1º da atual Constituição do Brasil, promulgada em 1988.[32] O voto é obrigatório para todos os cidadãos brasileiros entre 18 e 70 anos de idade,[33] incluindo os cidadãos brasileiros que vivem no exterior.[34] De acordo com o Código Eleitoral Brasileiro de 1965, atualmente em vigor,[35] aqueles que não votam nas eleições e não apresentam posteriormente uma justificativa aceitável (como estar ausente do local de votação no momento) estão sujeito à multa que pode variar entre 3% e 10% do valor base utilizado (o equivalente a R$ 3,51 em 2020).[36] A prova de cumprimento do voto (por ter votado, justificado a ausência ou pago a multa) é necessária para algumas transações, como obtenção de passaporte, admissão em uma universidade pública, emprego público e empréstimos de bancos públicos (como a Caixa Econômica Federal) ou da Previdência Social.[36] Atualmente, há uma oposição significativa ao voto obrigatório no Brasil. De acordo com pesquisa realizada pelo Datafolha em 2014, 61% são contrários à obrigatoriedade do voto e apesar da aplicação da obrigatoriedade, cerca de 30 milhões de brasileiros (mais de 20% dos eleitores registrados) não votaram nas eleições de 2018.[37][38]
- Equador - Introduzido em 1936.[21] Obrigatório para cidadãos entre 18 e 65 anos; não obrigatório para cidadãos de 16 a 18 anos, analfabetos e maiores de 65 anos.
- Liechtenstein - A Lei sobre o Exercício dos Direitos Políticos em Assuntos Nacionais (1973) afirma que "A participação nas eleições e na votação é um dever cívico obrigatório."[21]
- Luxemburgo - Obrigatório para cidadãos luxemburgueses com idades compreendidas entre os 18 e os 75 anos que vivam no Luxemburgo; não obrigatório para cidadãos luxemburgueses com mais de 75 anos ou que vivam no estrangeiro. Os cidadãos estrangeiros (apenas nas eleições locais e europeias) podem registar-se para votar depois de viverem no Luxemburgo há 5 anos. Esta é uma escolha livre, não um requisito; entretanto, uma vez que um cidadão estrangeiro elegível se registre para votar, o voto é obrigatório para ele.[39]
- Nauru - Introduzido em 1965 quando ainda era uma possessão australiana.[21]
- Peru - Introduzido em 1933.[21] Obrigatório para cidadãos entre 18 e 70 anos.[40]
- Ilhas Pitcairn - Todos os residentes permanentes maiores de 18 anos devem votar.[41] Quem não votar, sem justificativa válida, está sujeito a multa de até NZ$ 25.[42]
- Samoa - Samoa adotou o voto obrigatório em 2018.[43] Será implementado pela primeira vez nas eleições gerais de 2021.
- Singapura - Obrigatório para cidadãos maiores de 21 anos na data da última revisão dos registros eleitorais. Por exemplo, a eleição de 2020 tem a data limite de 1 de março de 2020. No entanto, em meio à pandemia de COVID-19 em 2020, a votação não é obrigatória para eleitores em quarentena ou afetados por ordens de permanência.[44]
- Cantão suíço de Schaffhausen - O voto obrigatório nunca existiu a nível federal na Suíça. No entanto, a partir do final do século XIX, foi introduzido por vários cantões, mas em 1974 foi revogado em todos os cantões, exceto em Schaffhausen.[21]
- Uruguai - Introduzido em 1934, mas não aplicado até 1970.[21] O eleitor registrado que se abstém de votar sem justificativa é multado. As multas são duplicadas se o não eleitor for um servidor público ou um profissional graduado. Em caso de falta de pagamento, a pessoa em questão fica impedida de negociar com órgãos públicos (seja no interesse pessoal ou como representante legal), cobrar taxas ou salários, inscrever-se para exames em universidades, comprar bens registrados ou comprar passagens para viagens para outro país.[45]

#### Países que têm voto obrigatório por lei, mas não o aplicam na prática
- República Democrática do Congo
- Costa Rica - O voto é obrigatório por lei para todos os inscritos nos registros eleitorais. No entanto, aqueles que não votam não enfrentam consequências diretas. O absenteísmo era consistentemente em torno de 20% até a década de 1990, quando saltou para quase 30%.[46]
- Egito - A lei egípcia prevê multa e até prisão para quem não votar, mas, na prática, a lei não é aplicada e o comparecimento é baixo, com 47,5% de comparecimento nas eleições presidenciais de 2014.[47]
- Grécia - O voto é obrigatório até aos 70 anos. Não votar na eleição é punível com pena de prisão de um mês a um ano e perda do posto do infrator. No entanto, ninguém nunca foi processado.[48] A participação é baixa e nas eleições legislativas de 2015, 43,4% dos eleitores registrados não votaram.
- Honduras - Embora a Constituição diga que o voto é obrigatório, o Código Eleitoral não menciona penalidades por não votar.[carece de fontes?]
- México - A Constituição menciona que votar é uma obrigação dos cidadãos (Art. 36), mas o Código Eleitoral não estabelece penalidades para quem se abstém de votar.[carece de fontes?]
- Tailândia
- Turquia - A multa de ₺22 na lei geralmente não é aplicada.[49]

#### Países que possuíam voto compulsório mas que o aboliram
- Albânia - O voto obrigatório, que existia durante o período comunista e dava 100% de comparecimento oficial, foi revogado com a nova lei eleitoral de novembro de 1990 e janeiro de 1991.[50]
- Áustria - A nível nacional, introduzido em 1924.[21] Revogado em 1992. A nível provincial na Estíria, Tirol e Vorarleberga, revogado em 1992.[51]
- Bulgária - Devido à baixa participação nas eleições, o parlamento búlgaro introduziu o voto obrigatório em 2016 - o único país europeu a fazê-lo em mais de 50 anos - mas o Tribunal Constitucional anulou a lei no ano seguinte, declarando que o direito de voto era um direito subjetivo e não uma função pública que implica a obrigação de voto.[52]
- Chile - Até 2012, a Constituição do Chile estabelecia que o voto era obrigatório (Art. 15). Uma emenda constitucional eliminou a obrigação de votar e estabeleceu o registro automático para todos os cidadãos (Lei 20.568).[53][54]
- Chipre - Introduzido em 1960.[21] Revogado em 2017, após não ter sido aplicado por muitos anos.[55]
- Espanha - O voto era obrigatório entre 1907 e 1923, mas não era aplicado.[56]
- Filipinas - Era obrigatório e aplicado durante a ditadura de Ferdinando Marcos.[57]
- Itália - Entre 1945 e 1993. Eram possíveis punições arbitrárias ou sociais, chamadas "sanções inócuas", nas quais poderia ser difícil, por exemplo, conseguir uma vaga creche para o seu filho ou semelhante.[58]
- Países Baixos - Introduzido em 1917 junto com o sufrágio universal, foi revogado em 1967.
- Portugal - Referendo constitucional de 1933, não aplicado.
- Suíça - Era obrigatório entre os 26 cantões do país no século XIX, mas progressivamente abandonado desde então, apenas Schaffhausen ainda o mantém.[59]
- Venezuela - Abolido em 1993.[60]